# Kim Hyuk
Kim Hyuk (19 de julio de 1972) es un deportista surcoreano que compitió en judo. Ganó una medalla de oro en el Campeonato Mundial de Judo de 1997, y una medalla de oro en los Juegos Asiáticos de 1994.

## Palmarés internacional
| Campeonato Mundial | Campeonato Mundial | Campeonato Mundial | Campeonato Mundial |
| Año                | Lugar              | Medalla            | Categoría          |
| ------------------ | ------------------ | ------------------ | ------------------ |
| 1997               | París (Francia)    | Medalla de oro     | –65 kg             |
| Juegos Asiáticos   |                    |                    |                    |
| Año                | Lugar              | Medalla            | Categoría          |
| 1994               | Hiroshima (Japón)  | Medalla de oro     | –60 kg             |